# Функции Чебышёва
Функции Чебышёва — теоретико-числовые функции {\displaystyle \theta (x)} и {\displaystyle \psi (x)}, связанные с распределением простых чисел и определённые как
{\displaystyle \theta (x)=\sum \limits _{p\leqslant x}\ln p}
и
{\displaystyle \psi (x)=\sum \limits _{m\in \mathbb {N} }\sum \limits _{p^{m}\leqslant x}\ln p,}
где {\displaystyle p} — простые числа, {\displaystyle m} — натуральные числа.
Введены русским математиком Пафнутием Чебышёвым.

## Свойства
- Определение пси-функции Чебышёва может быть записано через функцию Мангольдта: {\displaystyle \psi (x)=\sum \limits _{n\leqslant x}\Lambda (n)}.
- Функции Чебышёва связаны соотношением {\displaystyle \psi (x)=\theta (x)+\theta ({\sqrt {x}})+\theta ({\sqrt[{3}]{x}})+\dots =\sum _{n=1}^{\infty }\theta ({\sqrt[{n}]{x}})} (где только первые несколько слагаемых не равны нулю), откуда следует асимптотическое соотношение {\displaystyle \psi (x)=\theta (x)+O({\sqrt {x}})}.
- Потенцирование даёт: {\displaystyle e^{\psi (x)}=\operatorname {lcm} (1,2,...,[x])}, {\displaystyle e^{\theta (x)}=\prod \limits _{p\leqslant x}p}.

## Связь с распределением простых чисел
- Функции Чебышёва связаны с функцией распределения простых чисел: {\displaystyle \psi (x)\sim \theta (x)\sim \pi (x)\ln x}.
- Для пси-функции Чебышёва существуют явные формулы, получаемые анализом дзета-функции Римана:

{\displaystyle \psi (x)=x-\sum \limits _{\rho }{\frac {x^{\rho }}{\rho }}-\ln 2\pi -{\frac {1}{2}}\ln(1-x^{-2}),}
где {\displaystyle \rho } пробегает все нетривиальные нули дзета-функции.
- Теорема Валле — Пуссена о распределении простых в терминах пси-функции формулируется так:

{\displaystyle \psi (x)=x+O(e^{-c{\sqrt {\ln x}}})}
А гипотеза Римана эквивалентна утверждению
{\displaystyle \psi (x)=x+O({\sqrt {x}}\ln ^{2}x)}

## Комментарии
1. ↑  Вопреки распространённому произношению старинной дворянской фамилии учёного — Чебышёв'"`UNIQ--ref-00000000-QINU`"''"`UNIQ--ref-00000001-QINU`"''"`UNIQ--ref-00000002-QINU`"' — с ударением на первый слог (Че́бышев), обусловленному характерной для XX века тенденцией к обособлению фамилий на -ов/-ёв от исходных притяжательных прилагательных'"`UNIQ--ref-00000003-QINU`"' и традиционным неразличением е/ё на письме, 4-е издание академического «Русского орфографического словаря» (2013), словарь ударений «Собственные имена в русском языке» (2001) и профильные академические издания, последовательно использующие ё при передаче имён и названий, фиксируют в качестве орфографической и орфоэпической нормы написание и произношение Чебышёв'"`UNIQ--ref-00000004-QINU`"''"`UNIQ--ref-00000005-QINU`"''"`UNIQ--ref-00000006-QINU`"''"`UNIQ--ref-00000007-QINU`"'.